# 布里尼昂库尔
布里尼昂库尔（法語：Brignancourt，法語發音：[bʁiɲɑ̃kuʁ] ⓘ）是法国法兰西岛大区瓦兹河谷省的一个市镇，属于蓬图瓦兹区。

## 地理
布里尼昂库尔（49°8'16"N, 1°56'35"E）面积3.06 平方千米，位于法国法蘭西島大區瓦兹河谷省，该省份为法国北部内陆省份，北起瓦兹省，西接厄尔省，南至塞纳-圣但尼省、上塞纳省和伊夫林省，东临塞纳-马恩省。
与布里尼昂库尔接壤的市镇（或旧市镇、城区）包括：沙尔、马里讷、穆西、桑特伊。

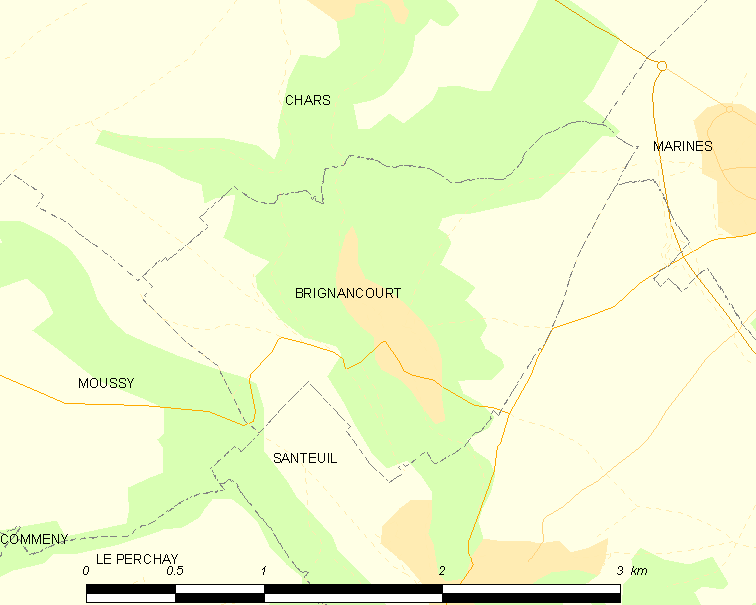
布里尼昂库尔的OSM定位图

布里尼昂库尔的时区为UTC+01:00、UTC+02:00（夏令时）。

## 行政
布里尼昂库尔的邮政编码为95640，INSEE市镇编码为95110。

## 政治
布里尼昂库尔所属的省级选区为蓬图瓦兹县。

## 人口

1962-2008年间布里尼昂库尔人口变化图示

布里尼昂库尔于2022年1月1日时的人口数量为243人。